# Milenecký tunel
Milenecký tunel je železniční tunel č. 7 na katastrálním území Milence na železniční trati Plzeň – Klatovy – Železná Ruda v km 25,435–25,597 mezi zastávkou Dešenice a stanicí Zelená Lhota.

## Historie
Licenci pro výstavbu a provoz trati získala soukromá obchodní společnost Plzeňsko–březenská dráha založená v roce 1872. Výstavba železnice, kterou prováděla stavební firma Adalbert Lanna, byla zahájena v roce 1871. Řízením stavby byl pověřen Karl Pascher von Osserburg. V úseku mezi Nýrskem a Železnou Rudou byla trať pro složité geologické podmínky a členitý horský terén s velkým stoupáním přesunuta nebo pozměněna. Provoz na tomto úseku byl zahájen 20. října 1877. V horském úseku byly proraženy tři tunely, Milenecký, Špičácký a Železnorudský.

## Geologie a geomorfologie
Tunel se nachází v geomorfologické oblasti Šumavská hornatina, celku Šumava s podcelkem Železnorudská hornatina s okrskem Pancířský hřbet.
Geologické podloží v oblasti je tvořeno biotitickými a svorovými rulami a svory moldanubika.
Tunel leží v nadmořské výšce 590 m, je dlouhý 162 m.

## Popis
Jednokolejný tunel, původně dvojkolejný, je na trati Plzeň – Klatovy – Železná Ruda mezi zastávkou Dešenice a stanicí Zelená Lhota. Byl proražen v červenci 1878 v severozápadním výběžku Křížového vrchu (805 m n. m.) nad dnešní Nýrskou přehradou. Slavnostního proražení tunelu se účastnili obecní zastupitelé Dešenic a Milenců, obyvatelé obou obcí a inženýři stavby.